# CAMP HACK
CAMP HACK (キャンプハック) は株式会社スペースキーが2014年に設立した日本のウェブメディア。

## 概要
キャンプ・アウトドアに特化したコンテンツを毎日配信している（2022年2月時点）。月間閲覧数は550万回。コンテンツの配信先はウェブメディアに留まらず、実店舗（渋谷パルコ）でのポップアップストア開催、出版、テレビ番組等、多岐にわたる。

## 外部メディア
各種SNSの特徴を活かした情報発信も行っている。Twitter（7.1万フォロワー）、Instagram（41.2万フォロワー）、Pinterest（6.7万フォロワー）、TikTok（4.1万フォロワー）、YouTube（チャンネル登録者数15.3万）、Facebook（26.7万いいね）。（2022年2月時点）

## コンテンツ
編集部、外部ライター含め203名がキャンプ・アウトドアに特化した記事を執筆している。以下はコンテンツのジャンルと代表的なテーマである。
- キャンプ用品 - テント・タープ、寝具、クーラーボックス、調理器具、燃料・着火用具、テーブルウェア（食器）、ファニチャー、ライト・ランタン、暖房器具（ストーブ/ヒーター）、収納ボックス・収納ラック

- 最新ニュース - 新商品、イベント

- アウトドアファッション - ダウンジャケット、ブーツ、グローブ、バッグ、各種ブランドグッズのレビュー（ワークマン、モンベル、ユニクロ、ノースフェイス、サロモン、GU、グラミチ、ファイントラック）など

- キャンプ入門 - 初心者向けテクニック、設営、撤収

- キャンプ料理 - 飯盒、ホットサンド、おつまみ、バーベキュー、メスティン

- キャンプ場 - 全国のキャンプ場情報

- 自動車 - レビュー、カスタム、パーツ

- キャンプフェス・イベント - 現場レポート

- アクティビティ - カヌー、釣り、SUP、川遊び、ワーケーション

- DIY - 収納、パラコード、車中泊、着火剤、ベランピング、テーブル

- バーベキュー - コンロ、グリル、七輪、スポット、マナー、レシピ

- アウトドアショップ - オープン情報、店舗取材